# Bandera de Omán
La bandera nacional de Omán consta de tres bandas horizontales: blanco, rojo y verde de arriba a bajo; y otra vertical al asta, de color rojo, y con el escudo del país en la parte superior de la misma.
El color blanco representa a la paz y la prosperidad; el verde a la fertilidad y a las montañas verdes, y el rojo a las batallas contra los invasores extranjeros. El rojo es también el color de la antigua bandera nacional, de cuando se conocía al país como el "Sultanato de Mascate y Omán".

## Otras banderas

Estandarte del Sultán.
Versión con franjas 3:2
Pabellón naval.
Bandera del Ejército Real de Omán.
Enseña de la Real Fuerza Aérea de Omán.

## Banderas históricas

Bandera del Imanato de Omán (751-1954)[cita requerida]
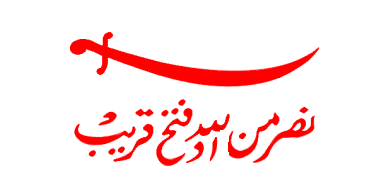
Bandera del Imperio omaní (1696-1856)
Bandera del Sultanato de Mascate y Omán (1856-1970)
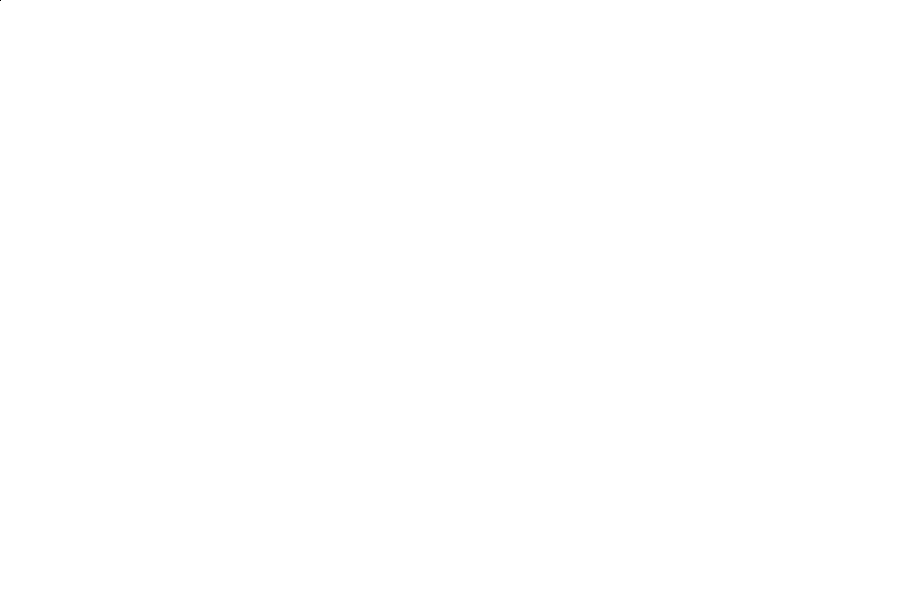
Bandera del Imanato de Mascate y Omán (1868-1871)
Bandera del Imanato de Omán (1954-1959)
Bandera del Sultanato de Omán (1970-1995)